# Mycomya
Mycomya är ett släkte av tvåvingar som beskrevs av Camillo Rondani 1856. Mycomya ingår i familjen svampmyggor.

## Bildgalleri

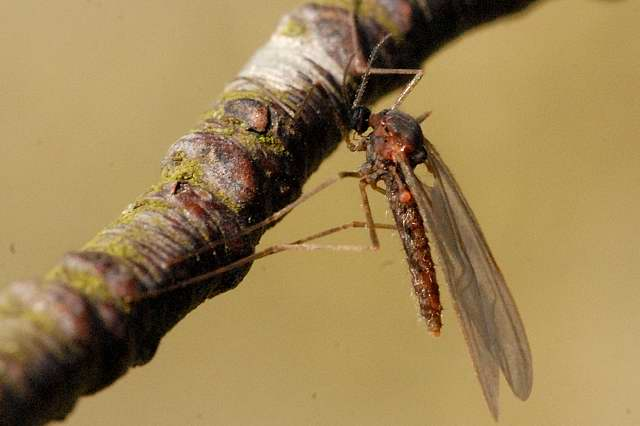

## Dottertaxa tillMycomya, i alfabetisk ordning[1][2]
- Mycomya abegena
- Mycomya accrescens
- Mycomya aequa
- Mycomya aestiva
- Mycomya affinis
- Mycomya alexanderi
- Mycomya alluaudi
- Mycomya alpina
- Mycomya altaica
- Mycomya aluco
- Mycomya amgulata
- Mycomya amica
- Mycomya ampla
- Mycomya amurensis
- Mycomya andreinii
- Mycomya aneura
- Mycomya anneliae
- Mycomya annulata
- Mycomya ansata
- Mycomya arcuata
- Mycomya arethusa
- Mycomya arnaudi
- Mycomya ata
- Mycomya aureola
- Mycomya austrobliqua
- Mycomya autumnalis
- Mycomya avala
- Mycomya baotianmana
- Mycomya basinerva
- Mycomya bequaerti
- Mycomya bialorussica
- Mycomya bialourssica
- Mycomya bicolor
- Mycomya bifida
- Mycomya binturong
- Mycomya biseriata
- Mycomya bisulca
- Mycomya boracensis
- Mycomya borinquensis
- Mycomya branderi
- Mycomya brevifurcata
- Mycomya breviseta
- Mycomya britteni
- Mycomya brontes
- Mycomya brunnea
- Mycomya bryanti
- Mycomya byersi
- Mycomya calcarata
- Mycomya campestra
- Mycomya canariornata
- Mycomya canoak
- Mycomya capra
- Mycomya carpinea
- Mycomya carrerai
- Mycomya chemodanensis
- Mycomya chilensis
- Mycomya chloratica
- Mycomya cinerascens
- Mycomya cingulata
- Mycomya circumdata
- Mycomya citrina
- Mycomya clavata
- Mycomya clavicera
- Mycomya cleta
- Mycomya coeles
- Mycomya collini
- Mycomya comesa
- Mycomya confusa
- Mycomya connecta
- Mycomya corcyrensis
- Mycomya coxalis
- Mycomya cramptoni
- Mycomya cranbrooki
- Mycomya curvata
- Mycomya curvilinea
- Mycomya cylindrica
- Mycomya danielae
- Mycomya decorosa
- Mycomya denmax
- Mycomya dentata
- Mycomya dichaeta
- Mycomya dictyophila
- Mycomya difficilis
- Mycomya digitifera
- Mycomya dilatata
- Mycomya diluta
- Mycomya disa
- Mycomya divisa
- Mycomya dorsimacula
- Mycomya dryope
- Mycomya dryophila
- Mycomya dumeta
- Mycomya duplicata
- Mycomya dura
- Mycomya dziedzicki
- Mycomya dziedzickii
- Mycomya echinata
- Mycomya edra
- Mycomya edwardsi
- Mycomya egregia
- Mycomya electa
- Mycomya elephas
- Mycomya emotoi
- Mycomya epacra
- Mycomya esox
- Mycomya excerpta
- Mycomya exigua
- Mycomya falcifera
- Mycomya fasciata
- Mycomya fasriata
- Mycomya fenestralis
- Mycomya fennica
- Mycomya ferruginea
- Mycomya ferrzai
- Mycomya festivalis
- Mycomya fimbriata
- Mycomya fissa
- Mycomya flabellata
- Mycomya flava
- Mycomya flavescens
- Mycomya flavicollis
- Mycomya flavilatera
- Mycomya flaviventris
- Mycomya forcipata
- Mycomya forestaria
- Mycomya fornicata
- Mycomya fragilis
- Mycomya freemani
- Mycomya frequens
- Mycomya frigida
- Mycomya funebris
- Mycomya furcata
- Mycomya fusca
- Mycomya fuscata
- Mycomya fuscicornis
- Mycomya fuscipalpis
- Mycomya galeapectinata
- Mycomya ganglioneuse
- Mycomya geei
- Mycomya gimmerthali
- Mycomya goethalsi
- Mycomya griseovittata
- Mycomya guandiana
- Mycomya gutianshana
- Mycomya hackmani
- Mycomya hamadryas
- Mycomya hansoni
- Mycomya hebrardi
- Mycomya helobia
- Mycomya hengshana
- Mycomya heydeni
- Mycomya hians
- Mycomya hiisi
- Mycomya himiti
- Mycomya hirticollis
- Mycomya humeralis
- Mycomya humida
- Mycomya hyalinata
- Mycomya hystrix
- Mycomya ibex
- Mycomya ikar
- Mycomya imitans
- Mycomya imperatrix
- Mycomya incerta
- Mycomya incisurata
- Mycomya indefinita
- Mycomya indica
- Mycomya indistincta
- Mycomya inflata
- Mycomya infuscata
- Mycomya insignis
- Mycomya insulana
- Mycomya intermissa
- Mycomya interposita
- Mycomya iphis
- Mycomya irene
- Mycomya islandica
- Mycomya jaffuelensis
- Mycomya karelica
- Mycomya kaurii
- Mycomya ketupa
- Mycomya kiamichii
- Mycomya kiboensis
- Mycomya kingi
- Mycomya klossi
- Mycomya kurildisa
- Mycomya kuusamoensis
- Mycomya kyan
- Mycomya lambi
- Mycomya lamellata
- Mycomya lanei
- Mycomya lenticulata
- Mycomya leporina
- Mycomya levis
- Mycomya libentia
- Mycomya lightfooti
- Mycomya lindrothi
- Mycomya littoralis
- Mycomya livida
- Mycomya lividella
- Mycomya londti
- Mycomya longdeana
- Mycomya longistila
- Mycomya lutea
- Mycomya lutealis
- Mycomya macaca
- Mycomya macateei
- Mycomya maccoyi
- Mycomya maculata
- Mycomya magna
- Mycomya magnifica
- Mycomya malaisei
- Mycomya malkini
- Mycomya malvinensis
- Mycomya manis
- Mycomya manteri
- Mycomya maoershana
- Mycomya marginalis
- Mycomya marginata
- Mycomya mathesoni
- Mycomya matilei
- Mycomya matrona
- Mycomya maura
- Mycomya melania
- Mycomya melanoceras
- Mycomya melanogaster
- Mycomya mendax
- Mycomya meridionalis
- Mycomya midas
- Mycomya midea
- Mycomya minla
- Mycomya minuscula
- Mycomya minutata
- Mycomya mituda
- Mycomya monosta
- Mycomya montalba
- Mycomya montforti
- Mycomya multiseta
- Mycomya munda
- Mycomya muscovita
- Mycomya mutabilis
- Mycomya natalensis
- Mycomya nava
- Mycomya neimongana
- Mycomya neodentata
- Mycomya neohyalinata
- Mycomya neolittoralis
- Mycomya nicothoe
- Mycomya nigricauda
- Mycomya nigriceps
- Mycomya nigricornis
- Mycomya nipalensis
- Mycomya nitida
- Mycomya noctivaga
- Mycomya norna
- Mycomya notabilis
- Mycomya notata
- Mycomya novagallica
- Mycomya obliqua
- Mycomya occultans
- Mycomya ochracea
- Mycomya onusta
- Mycomya oreades
- Mycomya ornata
- Mycomya ostensackeni
- Mycomya pallens
- Mycomya pallida
- Mycomya par
- Mycomya paradentata
- Mycomya paradisa
- Mycomya parva
- Mycomya paupercula
- Mycomya pectinata
- Mycomya pectinifera
- Mycomya penicillata
- Mycomya permixta
- Mycomya perparva
- Mycomya peruviana
- Mycomya pictithorax
- Mycomya pini
- Mycomya plagiata
- Mycomya polleni
- Mycomya pontis
- Mycomya portoblest
- Mycomya praeda
- Mycomya prominens
- Mycomya pseudoapicalis
- Mycomya pseudocurvata
- Mycomya pseudopulchella
- Mycomya pseudoultima
- Mycomya pulchella
- Mycomya punctata
- Mycomya pura
- Mycomya pygmalion
- Mycomya pyriformis
- Mycomya qingchengana
- Mycomya rebellicosa
- Mycomya recondita
- Mycomya recurva
- Mycomya recurvata
- Mycomya richmondensis
- Mycomya rivalis
- Mycomya rosalba
- Mycomya ruficollis
- Mycomya rufonigra
- Mycomya sachalinensis
- Mycomya safena
- Mycomya saga
- Mycomya samesteri
- Mycomya schmidi
- Mycomya scopula
- Mycomya setifera
- Mycomya shannoni
- Mycomya shawi
- Mycomya shermani
- Mycomya shewelli
- Mycomya siebecki
- Mycomya sieberti
- Mycomya sigma
- Mycomya simillima
- Mycomya simpla
- Mycomya simplex
- Mycomya simulans
- Mycomya sororcula
- Mycomya sphagnicola
- Mycomya spinicoxa
- Mycomya spinifera
- Mycomya spinosa
- Mycomya stares
- Mycomya storai
- Mycomya strombuliforma
- Mycomya subarctica
- Mycomya subepacra
- Mycomya subfusca
- Mycomya sublittoralis
- Mycomya sus
- Mycomya sylvicola
- Mycomya tamerlani
- Mycomya tantalos
- Mycomya tantilla
- Mycomya taurica
- Mycomya taurus
- Mycomya tenuis
- Mycomya terminata
- Mycomya theobaldi
- Mycomya thrakis
- Mycomya thula
- Mycomya tigrina
- Mycomya tolteca
- Mycomya traveri
- Mycomya triacantha
- Mycomya tricamata
- Mycomya trichops
- Mycomya tridens
- Mycomya trifida
- Mycomya trilineata
- Mycomya trivittata
- Mycomya tumida
- Mycomya tungusica
- Mycomya turnix
- Mycomya ultima
- Mycomya unicolor
- Mycomya unipectinata
- Mycomya univittata
- Mycomya vaisaneni
- Mycomya wankowiczii
- Mycomya winnertzi
- Mycomya wirthi
- Mycomya vittiventris
- Mycomya viverra
- Mycomya woodi
- Mycomya wrzesniowskii
- Mycomya wuorentausi
- Mycomya wuyishana
- Mycomya yoshimotoi
- Mycomya yunga
- Mycomya zaitsevi
- Mycomya zig